# جيسي مارش
جيسي مارش (بالإنجليزية: Jesse Marsh)‏ هو رسام بالرصاص أمريكي، ولد في 27 يوليو 1907 في فلورنس في الولايات المتحدة، وتوفي في 28 أبريل 1966 في مونروفيا في الولايات المتحدة.

## وصلات خارجية
- جيسي مارش على موقع IMDb (الإنجليزية)
- جيسي مارش على موقع قاعدة بيانات الأفلام السويدية (السويدية)
- جيسي مارش على موقع قاعدة بيانات الفيلم (الإنجليزية)
- جيسي مارش على موقع كينوبويسك (الروسية)